# Осія (цар Ізраїлю)
Осія (івр. הוֹשֵׁעַ בֶּן אֵלָה) — останній  ізраїльський цар, правив 9 років (2 Цар. 17:1) з 731 по 722 р. до н. е., коли Самарія була взята і зруйнована ассирійським царем Саргоном. В. Олбрайт датує період його владарювання 732 р. до н. е. — 721  р. до н. е., а Е. Тілє відносить час його царювання до 732 р. до н. е — 723 р. до н. е.
З Другої книги царів відомо, що Осія досяг престолу через царевбивство Пекаха (2 Цар. 15:30), та царювання його не було вдале. Ще за Пекаха Ізраїль був покорений ассирійським царем Салманассаром і обкладений даниною (2 Цар. 15:29). Уникнути сплати данини могло допомогти заступництво Єгипту. Спроба Осії провести таємні переговори з Єгиптом провалилась і була розцінена як зрада. Єгипет не прийшов на допомогу. Осія був заарештований Салманассаром. Війська Салманассара 3 роки тримали в облозі Самарію і підкорили місто. Новий каральний похід ассирійців під проводом нового царя Шаррукіна II завершився знищенням Ізраїлю, а населення його було переселено в Ассирію (2 Цар. 17:6, 2 Цар. 17:23). Осія помер в полоні, у Вавилоні.